# Histiotus humboldti
Histiotus humboldti là một loài động vật có vú trong họ Dơi muỗi, bộ Dơi. Loài này được Handley miêu tả năm 1996.